# Stora Njakajaure
Stora Njakajaure är en sjö i Arjeplogs kommun i Lappland och ingår i Skellefteälvens huvudavrinningsområde. Sjön har en area på 0,349 kvadratkilometer och ligger 503 meter över havet. Sjön avvattnas av vattendraget Båtsabäcken.

## Delavrinningsområde
Stora Njakajaure ingår i det delavrinningsområde (731568-160701) som SMHI kallar för Förgrening. Medelhöjden är 534 meter över havet och ytan är 15,32 kvadratkilometer. Det finns inga avrinningsområden uppströms utan avrinningsområdet är högsta punkten. Båtsabäcken som avvattnar avrinningsområdet har biflödesordning 2, vilket innebär att vattnet flödar genom totalt 2 vattendrag innan det når havet efter 247 kilometer. Avrinningsområdet består mestadels av skog (96 procent). Avrinningsområdet har 0,41 kvadratkilometer vattenytor vilket ger det en sjöprocent på 2,7 procent.